# Gabriel Navarro Ortega
Gabriel Navarro Ortega (nascido em Sueca, Valência) é um matemático espanhol especializado em teoria de grupos e teoria de representações de grupos finitos. Atualmente, é professor titular da Universidade de Valência.

## Carreira

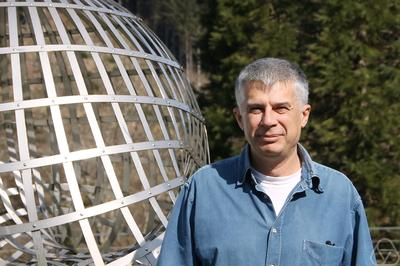
G. Navarro em Oberwolfach, 2015

Navarro obteve seu doutorado na Universitat de València em 1989. Ele ocupou uma posição de pós-doutorado Fulbright no MSRI e na Universidade de Wisconsin-Madison, sob a supervisão de I. M. Isaacs. Ele é membro da Sociedade Americana de Matemática e palestrante distinto da Sociedade Europeia de Matemática.
Em 2024, juntamente com G. Malle, A. Schaeffer-Fry e P. H. Tiep, ele completou a prova da Conjectura da Altura Zero de Brauer. Ele também estendeu a Conjectura de McKay (com congruências de graus módulo p com I. M. Isaacs, e com automorfismos de Galois: a chamada conjectura de Galois-McKay). Juntamente com I. M. Isaacs e G. Malle, ele reduziu a conjectura de McKay a uma questão sobre grupos simples finitos, estabelecendo o caminho para sua solução final por M. Cabanes e B. Späth em 2024. Esta redução inspirou várias outras reduções, como a Conjectura dos Pesos de Alperin (com P. H. Tiep) ou a conjectura de Alperin-McKay (por B. Späth).

## Publicações selecionadas
- com G. Malle, A. Schaeffer-Fry, P. H. Tiep: Brauer's Height Zero Conjecture, Ann. of Math. 200 (2024), 557–608. doi:10.4007/annals.2024.200.2.4
- com P. H. Tiep: The fields of values of characters of degree not divisible by p. Forum Math. Pi 9 (2021), vol 9, 1-28. doi:10.1017/fmp.2021.1
- Character theory and the McKay conjecture. Cambridge Studies in Advanced Mathematics, 175. Cambridge University Press, Cambridge, 2018. doi:10.1017/9781108552790
- com Britta Spath: On Brauer's Height Zero Conjecture, J. Eur. Math. Soc. 16, 695-747 (2014). doi:10.4171/JEMS/444
- com P. H. Tiep: Characters of relative p'-degree with respect to a normal subgroup, Ann. of Math.178 (3) (2013), 1135–1171. doi:10.4007/annals.2013.178.3.7
- com P. H. Tiep: A reduction theorem for the Alperin weight conjecture. Invent. Math. 184 (2011), no. 3, 529–565. doi:10.1007/s00222-010-0295-2
- com I. M. Isaacs e G. Malle: A reduction theorem for the McKay conjecture. Invent. Math. 170 (2007), no. 1, 33–101. doi:10.1007/s00222-007-0057-y
- The McKay conjecture and Galois automorphisms. Ann. of Math. (2) 160 (2004), no. 3, 1129–1140. doi:10.4007/annals.2004.160.1129
- com I. M. Isaacs: New refinements of the McKay conjecture for arbitrary finite groups. Ann. of Math. (2) 156 (2002), no. 1, 333–344. doi:10.2307/3597192doi:10.2307/3597192
- Characters and blocks of finite groups. London Mathematical Society Lecture Note Series, 250. Cambridge University Press, Cambridge, 1998. doi:10.1017/CBO9780511526015